# Neisner's
Neisner's of Neisner Brothers was een keten van warenhuizen in Noord-Amerika.

## Geschiedenis
De broers Abraham en Joseph Neisner openden in 1911 hun eerste warenhuis in Rochester, New York. In 1916 werd het bedrijf geregistreerd in New York. Tegen die tijd hadden ze vijf winkels, waar ze goederen artikelen van 5 cent tot 1 dollar. Het bedrijf verwierf in 1929 een groot belang in British Home Stores, een keten van soortgelijke winkels in het Verenigd Koninkrijk, maar verkocht zijn belang eind jaren 1930.
Het bedrijf floreerde tijdens de depressie en in 1935 had Neisner's 103 winkels in 63 steden in 16 staten.
Abraham Neisner stierf in 1933, terwijl hij reisde met de SS Rex. Het bedrijf werd daarna geleid door Josephs zoon Fred Neisner, die voorzitter van de raad van bestuur werd, met Abrahams zoon Melvin Neisner als president van het bedrijf.
In de jaren zestig en zeventig creëerde het bedrijf de Big N-divisie, een format dat leek op de grote winkels van vandaag. Deze bevonden zich voornamelijk in New York en verschillende andere noordoostelijke staten.
Neisner's diende op 1 december 1977 een verzoek tot uitstel van betaling aan en de Ames Department Stores namen de keten in november 1978 over.